# Pseudochropleura
Pseudochropleura là một chi bướm đêm thuộc họ Noctuidae.